# Bradbury (Califórnia)
Bradbury é uma cidade localizada no estado americano da Califórnia, no Condado de Los Angeles. Foi incorporada em 26 de julho de 1957.

## Geografia
De acordo com o United States Census Bureau, a cidade tem uma área de 5,1 km², onde todos os 5,1 km² estão cobertos por terra.

### Localidades na vizinhança
O diagrama seguinte representa as localidades num raio de 8 km ao redor de Bradbury. 

## Demografia
Segundo o censo nacional de 2010, a sua população é de 1 048 habitantes e sua densidade populacional é de 206,45 hab/km². Possui 400 residências, que resulta em uma densidade de 78,80 residências/km².